# Brachionus africanus
Brachionus africanus är en hjuldjursart som beskrevs av Segers, Mbogo och Dumont 1994. Brachionus africanus ingår i släktet Brachionus och familjen Brachionidae. Inga underarter finns listade i Catalogue of Life.